# Conostylis latens
Conostylis latens är en enhjärtbladig växtart som beskrevs av Stephen Donald Hopper. Conostylis latens ingår i släktet Conostylis och familjen Haemodoraceae. Inga underarter finns listade.